# Olga Beatriz García Guillén
Olga Beatriz García Guillén (Poza Rica, Veracruz, 7 de enero de 1961) es una diplomática mexicana de carrera de la Secretaría de Relaciones Exteriores. Fue directora general de Servicios Consulares de la misma Secretaría y actualmente se desempeña como embajadora de México en Ucrania. Tiene el rango de Embajadora del Servicio Exterior Mexicano desde 2016.

## Biografía
García Guillén es licenciada en Derecho por la Universidad Nacional Autónoma de México (UNAM) y maestra en Derecho Internacional por la misma Universidad.
Desde 1992 es miembro del Servicio Exterior Mexicano. Ha estado adscrita en las Embajadas de México en España, Cuba y Bolivia desde 1998 al 2010 realizando labores de Cónsul, Jefe de Cancillería y Encargada de la Sección Consular, respectivamente. Desde agosto de 2010 funge como directora general de Servicios Consulares de la Secretaría de Relaciones Exteriores. Asimismo, como Titular de la Dirección General coordina, norma y dirige las Oficinas Consulares de México en la expedición de los servicios consulares de México en favor de los mexicanos migrantes y sus familias.
En 2015 presidió la X Reunión entre Cuba y México donde se discutió la implementación del acuerdo migratorio bilateral y la actualización del Memorando suscrito en el 2008, a partir de las nuevas regulaciones migratorias existentes en ambas naciones.
En 2016 acordó la implementación de un programa piloto junto con el titular de la Procuraduría Agraria (PA), Cruz López Aguilar y  funcionarios del Registro Agrario Nacional (RAN) para tramitar solicitudes de atención de compatriotas en el Consulado General de México en Los Ángeles, California (EUA) con el objetivo de unificar esfuerzos encaminados a procurar la Justicia Cotidiana, la atención y servicios de calidad a los campesinos migrantes. Los servicios de este programa piloto son "recibir, tramitar y ofrecer, de manera más eficiente y eficaz, la asesoría y atención requerida por los sujetos agrarios con derechos reconocidos radicados en el exterior".
En 2018 asistió como delegada representante de México a la XII Reunión del Grupo de Trabajo sobre Asuntos Migratorios y Consulares entre la República de Cuba y los Estados Unidos Mexicanos donde presidió el embajador Rogelio Sierra Díaz, viceministro de Relaciones Exteriores de Cuba.
García Guillén se ha desempeñado como tutora en la materia de muchas generaciones en el Instituto Matías Romero de Estudios Diplomáticos.